# Kinderen baas
Kinderen baas is het 26ste stripverhaal van Jommeke. De reeks wordt getekend door striptekenaar Jef Nys.

## Personages
- Jommeke
- Flip
- professor Gobelijn
- Marie
- Theofiel
- Filiberke
- Annemieke
- kleine rollen: Rozemieke, Prosper, grootouders Filiberke en de Miekes e.a.

## Verhaal
Het album start midden in de nacht wanneer professor Gobelijn een nieuw wondervocht gerealiseerd heeft. Hij roept  Jommeke en Flip om de uitvinding te testen. Maar hij vergist zich en belt eerst per abuis de veldwachter en een onbekende man met kind. Uiteindelijk krijgt Flip aan de lijn.  Het is een wijsheidsdrank die kinderen slim moet maken zodat ze niet meer naar school moeten, maar hun kindertijd ten volle kunnen beleven. De testresultaten bij Jommeke zijn verbluffend. Ze besluiten het middel in de waterleiding door te draaien zodat alle kinderen slim zullen worden. De gevolgen blijven niet uit. Alle schoolkinderen worden slimmer dan hun leerkrachten waardoor de scholen dienen te sluiten.
Enkele dagen later wordt de keerzijde van de medaille duidelijk. Alle volwassenen kregen het middel ook binnen en bij hen heeft het middel het omgekeerde effect. Ze worden terug kinds en willen weer spelen. Ook de professor zelf is terug kinds waardoor hij geen oplossing kan bieden. Het kinderlijke karakter van de volwassenen die door hun kinderen in toom gehouden moeten worden, zorgt voor heel wat hilarische situaties. Bovendien moeten de kinderen de scholen opnieuw oprichten om hun ouders en grootouders opnieuw les te geven. Filiberke is een van de leerkrachten. Jommeke zoekt inmiddels naar een middel om de volwassenen hun verstand terug te geven. Het wijsheidsdrankje heeft voor de kinderen geen nut gezien ze nu de verantwoordelijkheid van het volwassen leven moeten dragen en geen tijd meer hebben om kind te zijn. Uiteindelijk slaagt Jommeke erin een nieuwe drank uit te vinden die de volwassenen terug hun verstand geeft. Het middel wordt opnieuw via de waterleiding verspreid. Als de volwassenen terug normaal zijn, blijkt dat de kinderen het hunne weer verloren hebben door de nieuwe drank. Het verhaal eindigt met de heropening van de scholen.

## Achtergronden bij het verhaal
- Dit album is een van de vele verhalen die rond een uitvinding van professor Gobelijn draaien. Eerder kwam dit al voor in Het staartendorp. Deze verhaallijn wordt gebruikt om heel wat ludieke situaties te kunnen brengen. In dit album is dit vooral de omkering van de relaties tussen kinderen en volwassenen.
- In dit album komt de vader van Filiberke voor het eerst voor. Zijn naam, Prosper, is dan nog niet bekend. Van zijn moeder is nog geen sprake. Zijn grootouders en een grootmoeder van de Miekes komen kort in beeld. Het is de eerste keer dat er familie van hen vermeld en getoond wordt.
- Flip kan in dit album lezen. Eens het drankje uitgewerkt is, verliest hij deze gave.
- In de oudste albums is Jef Nys weleens seksistisch. Wanneer de auto van Jommeke betrokken is bij een auto-ongeluk, zegt hij automatisch dat 'het natuurlijk weer een vrouw is'. Ook de bijgeroepen agent veroordeelt rijdende vrouwen. Op een andere plaats in het album meldt Annemieke dat ze Jommeke zal helpen in het huishouden, gezien ze dat niet als zijn taak beschouwt. Ze is dan ook voortdurend in zijn huis aanwezig als 'moederfiguur'. Haar tweelingzus Rozemieke komt maar in twee beeldvakken voor, helemaal op het einde van het verhaal.
- Roken is in de jaren 1960 nog normaal. Verschillende jongens, zelfs heel jonge, komen in het verhaal voor met een pijp of sigaret in de mond.
- Dit album is de favoriet van Jef Nys.[1] Het is daarnaast ook een van de populairste Jommekesalbums. In een bevraging van stripspeciaalzaak.be-lezers eindigde het album op nummer 3.[2]
- De strip werd voorgelezen in de rubriek De Lustige Lezers in Man bijt hond op één.
- De wijsheidsdrank wordt opnieuw gebruikt in De babbelpil.